# Svetlana Velmar Janković
Svetlana Velmar Janković (Beograd, 1. veljače 1933. – Beograd, 9. travnja 2014.) bila je srbijanska književnica i članica Srpske akademije znanosti i umjetnosti (SANU) i dobitnica je mnogih književnih priznanja, među kojima se ističu: "Isidora Sekulić", "Ivo Andrić", "Meša Selimović", "Bora Stanković", kao i NIN-ove nagrade za roman godine (1995.). U priopćenju SANU-a, ističe se da je Svetlana Velmar Janković dala izuzetan doprinos srpskoj i svjetskoj književnosti koju je obogatila svojim djelima.
Bivši francuski predsjednik Jacques Chirac osobno joj je dodijelio Orden viteza Legije časti.
Objavila je romane Ožiljak, Lagum, Bezdno, Nigdina, Vostanije, zbirku proznih djela Dorćol, Vračar, Glasovi, knjige eseja Suvremenici, Ukletnici i Izabranici; drame Žezlo i Knez Mihailo. Roman Lagum izašao je u 17 izdanja, a ostala djela, također, u više izdanja.
Njen otac Vladimir Velmar Janković, književnik, dramski pisac, kritičar i psiholog, bio je pomoćnik ministra prosvjete u vladi Milana Nedića za vrijeme Drugog svjetskog rata, zbog čega je kasnije živio kao emigrant u Španjolskoj.